# Roklanská slať

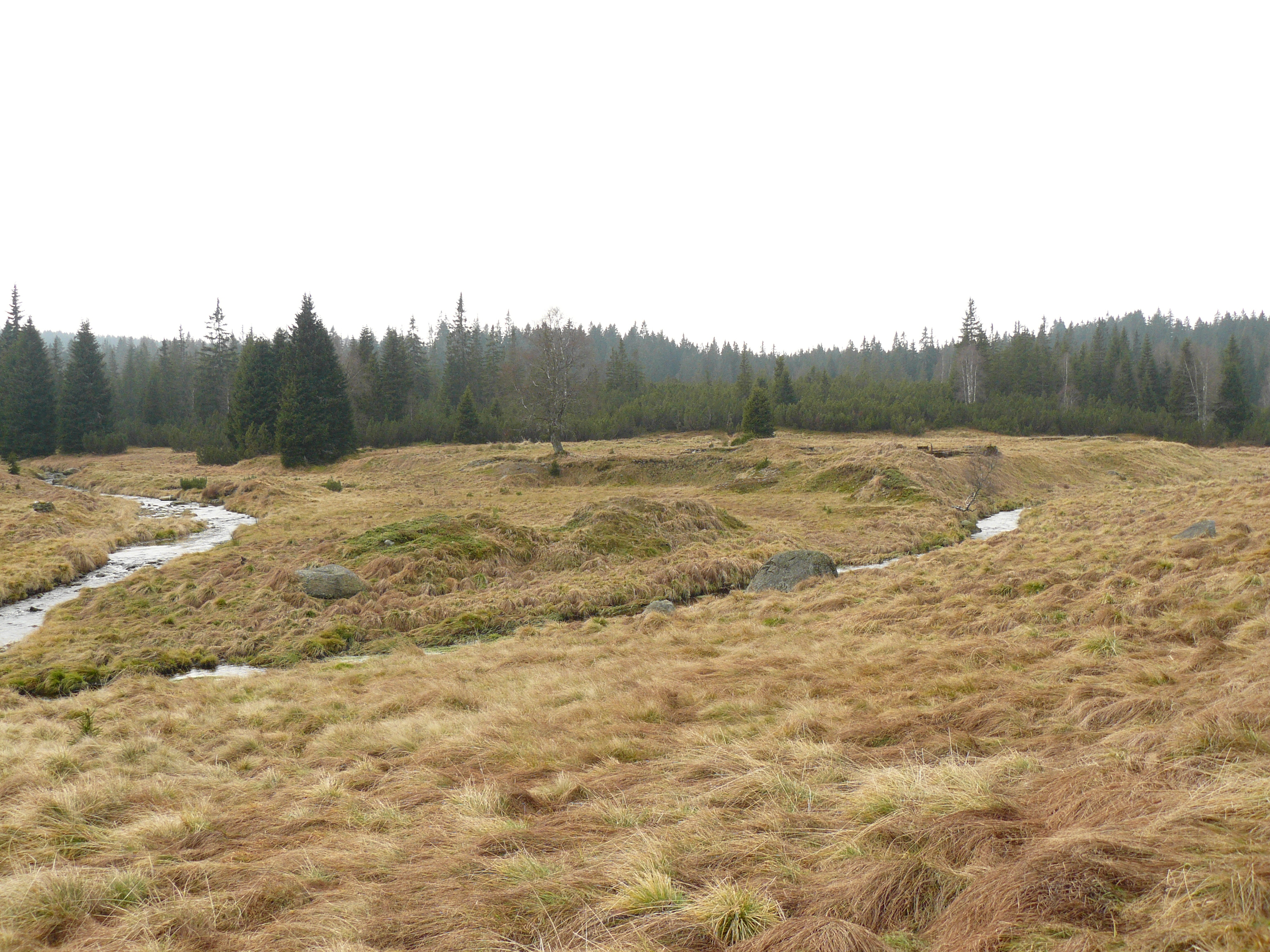
Soutok Roklanského potoka (vlevo) a Rokytky v Rokyteckém údolí. Patrné základy roty Soutok.

Roklanská slať je jednou z mnoha slatí nacházejících v nepřístupné zóně Národního parku Šumava, Modravských slatích. Zdejší klima je extrémní. Slatě se podchlazují rychleji než okolí. 2 m sněhu v zimních měsících nebývají výjimkou.

## Poloha
Nejbližší, východní část je od obce Modrava vzdálena 4 km, slať však zabírá mnohem větší území podmáčených smrčin, kosodřevinových polí a jezírek. Společně s Rokytskou slatí obepíná vrcholový spočinek Medvěd a se Zadní Mlynářskou slatí vrcholek Na Soutoku. Odvodňována je Rokytkou a Roklanským potokem, který slatí také protéká. Na severu slať přechází do bezlesého Rokyteckého údolí.

## Historie
Slať leží těsně při hranici s Německem a byla tak v době Železné opony v zakázaném pohraničním pásmu. Západním okrajem procházela linie hraničního drátěného zátarasu. V rokyteckém údolí v těsné blízkosti Roklanské slati na soutoku Roklanského potoka a Rokytky stávala pohraniční rota Soutok. Zdejší extrémní klima mohlo v zimě pohraničníky zcela odříznout, proto byla po několika letech zrušena. Z roty jsou dnes patrné již jen základy.

## Název
Pochází od hory Roklan v Německu (odtud i Roklanský potok, Roklanská chata atd.). Dříve se používal převážně německý název Gayrück.